# Cyrtarachne yunoharuensis
Cyrtarachne yunoharuensis är en spindelart som beskrevs av Embrik Strand 1918. Cyrtarachne yunoharuensis ingår i släktet Cyrtarachne och familjen hjulspindlar. Inga underarter finns listade i Catalogue of Life.